# Ali-craft
Ali-Craft er navnet på en norsk produceret glasfiberbåd. De blev produceret fra 1970 hvor Arendal Lettmetallindustri, (der producerede redningsbåde i letmetal) overtog Nordsjøplast i Sarpsborg der producerede Norkapp både i glasfiber. Ejeren af Arendall Lettmetallindustri Odd S Sionsen var stærkt interesseret  i den 20 fod store Norkapp comtesse. Produktionen flyttedes til Arendal og under navnet AliCraft  produceredes glasfiber motorbåde fra 7 til nogen og 30 fod. Det var sødygtige tidløse kvalitetsbåde der stadig er attraktive. De produceredes i flere modeller hvori navnet Nor indgik, både med indenbords og udenbordsmotorer.
I 1987 opgav Odd Simonsen produktionen og firmatet blev solgt til Moland Marine. I 1990 overtog Ronny Antonsen det gamle varemærke Nordkapp af Odd Simonsen  og startede Nordkapp Boats AS